# Scalmatica ascendens
Scalmatica ascendens är en fjärilsart som beskrevs av László Anthony Gozmány. Scalmatica ascendens ingår i släktet Scalmatica och familjen äkta malar. Inga underarter finns listade.